# Luftseilbahn Porto da Cruz
| Streckenlänge:                                                                                      | 0,393 km |                |                |
| |          |                |                |
| \| \| 0,393 \| Porto da Cruz \| Porto da Cruz \| \| \| 0,000 \| Fajã do Larano \| Fajã do Larano \| |          |                |                |
| Kopfbahnhof Streckenanfang                                                                          | 0,393    | Porto da Cruz  | Porto da Cruz  |
| Kopfbahnhof Streckenende                                                                            | 0,000    | Fajã do Larano | Fajã do Larano |

Die Luftseilbahn Porto da Cruz (portugiesisch: Teleférico da Porto da Cruz), auch Larano-Seilbahn genannt (Teleferico da Faja do Larano), ist eine Luftseilbahn auf Madeira. Im Kreis Machico verbindet sie den auf der Klippe liegenden Zugang von Porto da Cruz mit den am Ufer liegenden Gärten Fajã do Larano.

## Geschichte und Beschreibung
Die Bergstation als Zugang zur Seilbahn liegt etwa vier bis fünf Kilometer östlich des Ortszentrums von Porto da Cruz direkt neben dem Aussichtspunkt Miradouro do Cabo de Larano. Die Fajã – eine kleine und schwer erreichbare Ebene am Strand – weist fruchtbare Böden auf, ist aber nur schwer erreichbar und wurde daher nur eingeschränkt bewirtschaftet. Der Bau einer Seilbahn für die örtlichen Landwirte sollte den Weg zu den Gärten und den Transport der Ernte vereinfachen.
Die Seilbahn wurde 2005 vom österreichischen Maschinenbauunternehmen Reisch in drei Wochen errichtet. Beim Bau wurde auf eine möglichst einfache und kostengünstige Lösung geachtet: Es gibt keine Stationsgebäude, die Gondel weist als einfache Konstruktion keine Verglasung auf und ist für Personen wie Materialtransporte geeignet. Die Bergstation liegt auf einer Höhe von 300 Metern, die Talstation in einer Höhe von 46 Metern.
Aus technischer Sicht handelt es sich um eine Pendelbahn mit einer Gondel für sechs Personen oder 500 Kilogramm. Mit einer Streckenlänge von 393 Metern wird ein Höhenunterschied von 254 Metern überwunden. Bei einer horizontalen Länge von 300 Metern benötigt die Konstruktion eine einzige Stütze und hat ein Gefälle von 90 Prozent. Die Höchstgeschwindigkeit beträgt drei Meter pro Sekunde, was 10,8 km/h sind, die Fahrtzeit beträgt zweieinhalb Minuten. Eigentümer und Betreiber der Seilbahn ist die Gemeinde Porto da Cruz.